# الغارة على برج حجي
الغارة على برج حجي وتُعرف في بعضِ المصادر باسم مجزرة برج حجي هي مجزرةٌ ارتكبها سلاح الجو الإسرائيلي في ساعاتٍ مبكّرة من يوم 10 تشرين الأول/أكتوبر 2023 حينما قصفَ عن عمدٍ برج حجي المعروفِ بتمركز عددٍ من الصحفيين المحليين فيه ما تسبَّب في مقتل 3 صحفيين وجُرح عددٍ آخر بجروح متفاوتة الخطورة.

## الخلفية
إنّ مقتل الصحفيين في قطاع غزة على يد قوات الاحتلال الإسرائيلي هو موضوع متكرر وخاصةً في الحروب، كما أنّ سجل الدولة اليهوديّة في اغتيال الصحافة والمصورين وغيرهم سيئ جدًا بحيث اعتَقلت واغتالَت تل أبيب العشرات من الصحفيين طوال السنين الماضية عبر صواريخ طائراتها الحربيّة وعبر رصاص جيشها وليس آخرُها الصحفية الفلسطينية في قناة الجزيرة شيرين أبو عاقلة التي اغتالتها قواتُ الاحتلال الإسرائيلي يوم 11 أيار/مايو 2021 في مخيم جنين بالضفة الغربية أثناء تغطيتها للاشتباكات المتكرّرة هناك بين الفلسطينيين والجيش الإسرائيلي، فضلًا عن محاولة اغتيال الصحفي يوسف أبو حسين في العام نفسه أيضًا بعدما قصفت المقاتلات الحربية الإسرائيليّة مكان عمله في إذاعة صوت الأقصى، وكان قنّاصة جيش الاحتلال قد اغتالوا عن عمدٍ الصحفي الفلسطيني ياسر مرتجى أثناء تغطيته لاحتجاجات يوم الأرض في 6 نيسان/أبريل 2018 عدا عن عديدِ عمليات القتل الأخرى بحقِّ الإعلاميين والعاملين في مجال الصحافة بصفة عامّة.

## الغارة الجوية
أغارَ طيرانُ الاحتلال في وقتٍ مبكّر من يوم العاشر من تشرين الأول/أكتوبر 2023 (اليوم الرابع لعملية طوفان الأقصى) على برج حجي الواقع بأحدِ شوارع محافظة غزة، ما أدى إلى تدميره بالكامل.
البُرج معروف بتموضع عدد من الصحفيين فيه والذي يُوثّقون الوضع في القطاع. قُتل خلال هذه الغارة الجوية العنيفة 3 صحفيين فلسطينيين: اثنان في عينِ المكان وهما محمد رزق صبح المصوّر في وكالة خبر، وسعيد رضوان الطويل رئيس تحرير	موقع الخامسة للأنباء، أمّا الثالث فهو هشام النواجعة الذي أُصيبَ بجروح خطيرة نُقل على إثرها للعناية المركزة بمجمع الشفاء الطبي قبل أن يُفارق الحياة هناك.